# Mohamadou Lamine Bah
Mohamadou Lamine Bah (23 ottobre 2001) è un calciatore maliano, centrocampista dell'APR.

## Carriera

### Club
Bah ha iniziato la sua carriera professionistica con l'Olympique Béja, con cui ha debuttato il 15 novembre 2022 nell'incontro di Championnat de Ligue Professionelle 1 vinto 2-1 contro il Club Africain. Ha segnato il suo primo gol il 26 febbraio 2023 in Coupe de Tunisie contro lo Sfaxien. Nell'estate del 2024 si trasferisce in Ruanda all'APR, club con il quale nella stagione 2024-2025 gioca anche 4 partite nella CAF Champions League.

### Nazionale
Ha giocato nella nazionale maliana Under-23.
Nel 2024 è stato convocato dalla nazionale olimpica maliana per partecipare ai Giochi della XXXIII Olimpiade come giocatore di riserva.

## Statistiche

### Presenze e reti nei club
Statistiche aggiornate al 19 luglio 2024.
| Stagione        | Squadra         | Campionato      | Campionato | Campionato | Coppe nazionali | Coppe nazionali | Coppe nazionali | Coppe continentali | Coppe continentali | Coppe continentali | Altre coppe | Altre coppe | Altre coppe | Totale | Totale | Totale |
| Stagione        | Squadra         | Comp            | Pres       | Reti       | Comp            | Pres            | Reti            | Comp               | Pres               | Reti               | Comp        | Pres        | Reti        | Pres   | Reti   |        |
| --------------- | --------------- | --------------- | ---------- | ---------- | --------------- | --------------- | --------------- | ------------------ | ------------------ | ------------------ | ----------- | ----------- | ----------- | ------ | ------ | ------ |
| 2022-2023       | Olympique Béja  | L1              | 15         | 1          | CT              | 3               | 1               |                    | -                  | -                  |             | -           | -           | 18     | 2      |        |
| 2023-2024       | Olympique Béja  | L1              | 23         | 1          | CT              | 0               | 0               | CCC                | 2                  | 0                  | ST          | 1           | 1           | 26     | 2      |        |
| Totale carriera | Totale carriera | Totale carriera | 38         | 2          |                 | 3               | 1               |                    | 2                  | 0                  |             | 1           | 1           | 44     | 4      |        |

## Palmarès

### Club

#### Competizioni nazionali
- Coupe de Tunisie: 1

Olympique Béja: 2022-2023
- Supercoppa di Tunisia: 1

Olympique Béja: 2023